# Vingåkers landskommun
Vingåkers landskommun var en tidigare kommun i Södermanlands län.

## Administrativ historik
När 1862 års kommunalförordningar trädde i kraft inrättades i Västra Vingåkers socken i Oppunda härad denna kommun under namnet Västra Vingåkers landskommun. 
I kommunen inrättades 4 april 1903 Vingåkers municipalsamhälle.
Kommunreformen 1952 påverkade inte denna kommun, men med utgången av 1962 upplöstes municipalsamhället och kommunens namn ändrades till Vingåkers landskommun.
1971 bildades den nuvarande Vingåkers kommun genom att Österåkers socken från upplösta Julita landskommun förenades med tidigare Västra Vingåker.

### Kyrklig tillhörighet
I kyrkligt hänseende tillhörde kommunen Västra Vingåkers församling.

## Kommunvapnet
Blasonering: Sköld, kluven av guld, vari en grön ek, och grönt, vari en humleranka av guld.
Vapnet fastställdes 1941 för dåvarande Västra Vingåkers landskommun. Trädet kommer från ett häradssigill (Oppunda härad) och humlerankan syftar på humleodling. Det registrerades för den nya kommunen år 1974.

## Geografi
Västra Vingåkers landskommun omfattade den 1 januari 1952 en areal av 346,97 km², varav 307,85 km² land. Efter nymätningar och arealberäkningar färdiga den 1 januari 1961 omfattade landskommunen samma datum en areal av 345,97 km², varav 311,46 km² land.

### Tätorter i kommunen 1960
| Tätort    | Folkmängd |
| --------- | --------- |
| Vingåker  | 4 291     |
| Högsjö    | 775       |
| Baggetorp | 307       |

Tätortsgraden i kommunen var den 1 november 1960 58,3 procent.

## Politik

### Mandatfördelning i valen 1938-1966
| 16 | 5 | 6 | 3 |

| 29 |

| 18 | 5 | 5 | 2 |

| 30 |

|  | 15 | 5 | 7 | 2 |

| 29 |

| 16 | 5 | 7 | 2 |

| 29 |

| 16 | 4 | 7 | 3 |

| 29 |

| 16 | 5 | 5 | 4 |

| 29 |

| 16 | 5 | 6 | 3 |

| 28 |

|  | 15 | 5 | 6 | 3 |

| 27 |